# Neobakeria
Neobakeria là một chi thực vật có hoa trong họ Asparagaceae.

## Danh sách loài
- Neobakeria alba A.M.van der Merwe
- Neobakeria angustifolia
- Neobakeria aurea Lindl. (Syn.: Massonia aurea (Lindl.) G.Don, Hort. Brit., Massonia lutea Lindl., Daubenya fulva Lindl., Daubenya coccinea Harv. ex Baker, Daubenya aurea var. coccinea (Harv. ex Baker) Marloth)
- Neobakeria burchellii
- Neobakeria capensis (Schltr.) A.M.van der Merwe & J.C.Manning (Syn.: Androsiphon capensis Schltr.)
- Neobakeria coccinea
- Neobakeria comata (Burch. ex Baker) J.C.Manning & A.M.van der Merwe (Syn.: Massonia comata Burch. ex Baker, Polyxena comata (Burch. ex Baker) Baker, Neobakeria comata (Burch. ex Baker) Schltr.)
- Neobakeria fulva
- Neobakeria haemanthoides
- Neobakeria heterandra
- Neobakeria marginata (Willd. ex Kunth) J.C.Manning & A.M.van der Merwe (Syn.: Massonia marginata Willd. ex Kunth, Polyxena marginata (Willd. ex Kunth) Baker, Neobakeria marginata (Willd. ex Kunth) Schltr., Massonia rugulosa Licht. ex Kunth, Polyxena haemanthoides Baker, Polyxena rugulosa (Licht. ex Kunth) Baker, Neobakeria haemanthoides (Baker) Schltr., Neobakeria rugulosa (Licht. ex Kunth) Schltr.)
- Neobakeria namaquensis (Schltr.) J.C.Manning & Goldblatt (Syn.: Neobakeria namaquensis Schltr., Polyxena namaquensis (Schltr.) K.Krause)
- Neobakeria rugulosa
- Neobakeria stylosa (W.H.Baker) A.M.van der Merwe & J.C.Manning (Syn.: Amphisiphon stylosus W.H.Baker)
- Neobakeria visseriae
- Neobakeria zeyheri (Kunth) J.C.Manning & A.M.van der Merwe (Syn.: Massonia zeyheri Kunth, Massonia lanceolata Zeyh. ex Kunth nom. illeg., Massonia burchellii Baker, Massonia pedunculata Baker, Polyxena burchellii (Baker) Baker, Neobakeria burchellii (Baker) Schltr.)

## Hình ảnh

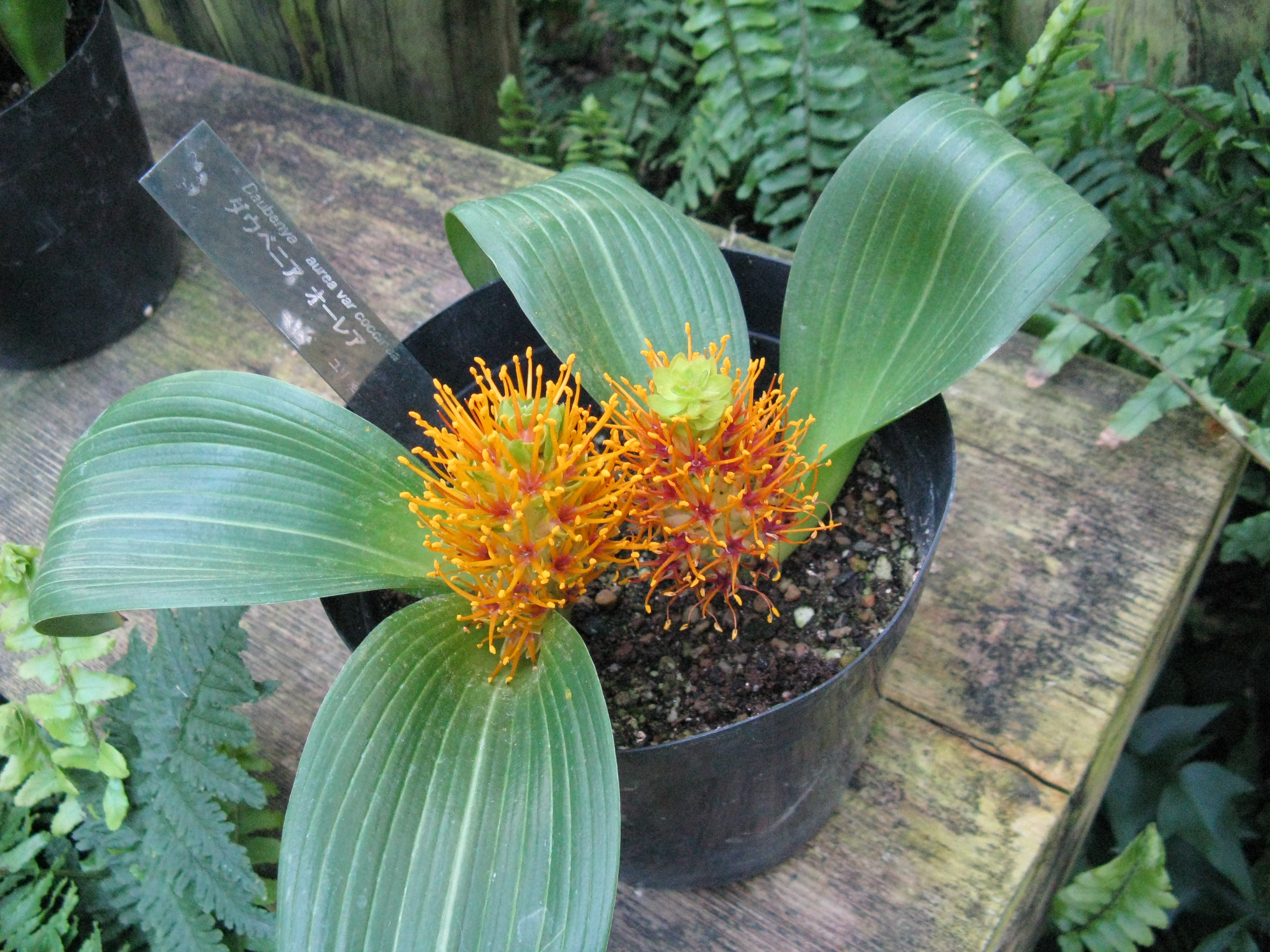